# Hallertau Mittelfrüh
Hallertau Mittelfrüh is een hopvariëteit, gebruikt voor het brouwen van bier.

## Omschrijving en geschiedenis
Deze hopvariëteit is een “aromahop”, bij het bierbrouwen voornamelijk gebruikt vanwege zijn aromatische eigenschappen.
De hop werd vernoemd naar de regio Hallertau in Beieren. In de jaren 1970 en 1980 werd deze hopvariëteit op veel plaatsen – in het bijzonder in Hallertau – echter vervangen door de Hallertau Hersbrucker, omdat deze meer ziekteresistent is.
Deze oude traditionele Duitse hopvariëteit wordt gebruikt in de meeste Duitse (Helles) pilsen. Recent is deze hopvariëteit – geteeld op een veld in België – ook gebruikt voor het drooghoppen van Palm Hop Select (opvolger van de Palm Hopper).

## Kenmerken
- Alfazuur: 3 – 6%
- Bètazuur: 3 – 5%
- Eigenschappen: licht hoppig met een grasachtige, kruidige toets